# ام‌سی همر
استنلی کرک بارل (به انگلیسی: Stanley Kirk Burrell) (زادهٔ ۳۰ مارس ۱۹۶۲) که بیشتر با نام اِم‌سی هَمِر شناخته می‌شود رپر، سرگرمی‌ساز و رقاص اهل آمریکا است که بیشتر در سال‌های پایانی دههٔ ۱۹۸۰ تا سال‌های میانی دههٔ ۱۹۹۰ محبوب بود. وبگاه آل‌میوزیک در مورد او نوشته‌است: «با وجود این‌که پیش از اِم‌سی همر هم آلبوم‌ها و ترانه‌های پُرفروش رپ وجود داشتند اما او بود که رپ را واقعاً در میان شنوندگان عام مطرح کرد».
اِم‌سی هَمر بیشتر با ترانهٔ موفق «هرگز به خوبی من نخواهی بود» و تکنیک رقص پرزرق و برق به‌خصوص‌اش-که با شلوار گشادی که می‌پوشید همراه بود- معروف شد. «هرگز به خوبی من نخواهی بود» در سال ۱۹۹۰، ۲ گرمی «بهترین ترانهٔ آراَندبی» و «بهترین اجرای تکی رَپ» را برای اِم‌سی هَمر به ارمغان آورد. این ترانه در زمان انتشارش در ایالات متحده تا ردهٔ دوم «جدول پُرفروش‌ترین ترانه‌های رپ» و ردهٔ هشتم بیلبورد هات ۱۰۰ صعود کرد و ترانهٔ شماره ۱ «جدول پُرفروش‌ترین ترانه/تک‌آهنگ‌های آراَندبی و هیپ‌هاپ آمریکا» شد.
آلبوم خواهش می‌کنم همر بهش آسیب نزن است (۱۹۹۰) که ترانه‌های «هرگز به خوبی من نخواهی بود» و «مناجات» جزو قطعات آن بودند با فروش ۱۰ میلیون نسخه از پُرفروش‌ترین آلبوم‌های رپ تاریخ است.
هَمر که به‌عنوان ابداع‌کنندهٔ پاپ/رپ هم شناخته می‌شود، اولین هنرمند هیپ هاپ است که یکی از آلبوم‌های‌اش از آی‌آراِی‌اِی گواهی‌نامهٔ الماس دریافت کرده‌است. او در حال حاضر به همراه همسر و ۵ فرزندش در تریسی کالیفرنیا زندگی می‌کند و شرکت نشر موسیقی خودش با نام اوکتاون را دارد.

## آلبومها

### آلبوم‌های استودیویی
| نام آلبوم                        | سال انتشار |
| ۱. Feel My Power                 | ۱۹۸۷       |
| ۲. Let's Get It Started          | ۱۹۸۸       |
| ۳. Please Hammer, Don't Hurt 'Em | ۱۹۹۰       |
| ۴. Too Legit to Quit             | ۱۹۹۱       |
| ۵. The Funky Headhunter          | ۱۹۹۴       |
| ۶. Inside Out                    | ۱۹۹۵       |
| ۷. Active Duty                   | ۲۰۰۱       |
| ۸. Full Blast                    | ۲۰۰۳       |
| ۹. Look Look Look                | ۲۰۰۶       |
| ۱۰. DanceJamtheMusic             | ۲۰۰۸       |